# Сунь Цютін
Сун Чіу-тінг (22 вересня 1985) 孙萩亭 Sūn Qiū-tíng  — китайська спортсменка, спеціалістка з синхронного плавання, олімпійська медалістка, чемпіонка Азійських ігор.

## Виступи на Олімпіадах
| Олімпіада  | Дисципліна | Місце |
| ---------- | ---------- | ----- |
| Пекін 2008 | командні   | 3     |